# Lista de membros do elenco de Star Wars na televisão
Pedro Pascal (de The Mandalorian), Temuera Morrison (de The Book of Boba Fett) e Ewan McGregor (de Kenobi).
Diego Luna (de Andor), Rosario Dawson (de Ahsoka) e Amandla Stenberg (de The Acolyte).
Star Wars é uma renomada franquia de mídia de ficção científica que engloba um universo fictício compartilhado que serve de cenário para diversas séries televisivas baseadas nos personagens criados por George Lucas. As duas primeiras produções televisivas da franquia - Star Wars: Droids e Ewoks - foram ao ar a partir de 1985. Na década de 2000, a franquia estreou duas séries televisivas pelo canal por assinatura Cartoon Network - Star Wars: Clone Wars (2003) e Star Wars: The Clone Wars (2008); sendo esta última a primeira produção em computação gráfica da saga. Nos anos seguintes, foram lançadas as séries animadas Star Wars Rebels (2014), Star Wars Forces of Destiny (2017) e Star Wars Resistance (2018). Desde então, novas duas séries televisivas foram produzidas pela The Walt Disney Company como parte da plataforma de streaming Disney+: The Mandalorian (2019-) e The Book of Boba Fett (2021-). A estas novas produções em live-action, a companhia anunciou o lançamento de Andor (2023), Obi-Wan Kenobi (2022) e Ahsoka.
Droids é protagonizada por Anthony Daniels como C-3PO, enquanto Jim Henshaw dubla Wicket W. Warrick na primeira temporada de Ewoks e é sucedido por Denny Delk a partir da segunda temporada. A série animada Clone Wars (2003-2005) é estrelada por Mat Lucas, James Arnold Taylor e Tom Kane nas vozes dos protagonistas Anakin Skywalker, Obi-Wan Kenobi e Yoda, respectivamente. Por sua vez, Matt Lanter e Ashley Eckstein são a dupla protagonista de The Clone Wars (2008-2020) nas vozes de Anakin Skywalker e Ahsoka Tano e contracenam com Taylor e Kane que reprisam seus respectivos papéis como Obi-Wan Kenobi e Yoda. Taylor Gray dubla Ezra Bridger em Rebels, Lupita Nyong'o dubla Maz Kanata em Forces of Destiny e Christopher Sean dubla Kazuda Xiono em Resistance.
Em 2019, Pedro Pascal tornou-se o primeiro protagonista live-action do universo televisivo de Star Wars ao estrelar a série The Mandalorian como o personagem-título. Esta mesma produção conta com Temuera Morrison como Boba Fett (papel que já havia interpretado nos filmes da Trilogia Prequela), Gina Carano como Cara Dune e Werner Herzog como "O Cliente". A partir da década de 2020, a Lucasfilm anunciou a expansão da saga televisiva em novas produções em live-action que abordariam temáticas relacionadas à Saga Skywalker fazendo com que diversos atores reprisem seus papéis do universo cinematográfico da franquia nas séries televisivas. Desta forma, Diego Luna reprisa seu papel como Cassian Andor em Andor, enquanto a série Obi-Wan Kenobi teve Ewan McGregor e Hayden Christensen reassumindo os respectivos papéis de Obi-Wan Kenobi e Darth Vader.

## Elenco deStar Warsna televisão

### Séries animadas
| Personagem        | Obra            | Obra         | Obra                            | Obra                                    | Obra             | Obra                             | Obra                |
| Personagem        | Droids (1985)   | Ewoks (1986) | Clone Wars (2003)               | The Clone Wars (2008)                   | Rebels (2008)    | Forces of Destiny (2008)         | Resistance (2008)   |
| ----------------- | --------------- | ------------ | ------------------------------- | --------------------------------------- | ---------------- | -------------------------------- | ------------------- |
| Padmé Amidala     |                 |              |                                 |                                         |                  | Catherine Taber                  |                     |
| Ezra Bridger      |                 |              |                                 |                                         | Taylor Gray      | Taylor Gray                      |                     |
| C1-10P            |                 |              |                                 |                                         | Dave Filoni      | Dave Filoni                      |                     |
| C-3PO             | Anthony Daniels |              | Anthony Daniels                 |                                         |                  | Anthony Daniels                  |                     |
| Poe Dameron       |                 |              |                                 |                                         |                  |                                  | Oscar Isaac         |
| Conde Dookan      |                 |              | Corey Burton                    | Corey Burton                            |                  |                                  |                     |
| Jyn Erso          |                 |              |                                 |                                         |                  | Felicity Jones                   |                     |
| Boba Fett         | Don Francks     |              |                                 | Daniel Logan                            |                  |                                  |                     |
| Finn              |                 |              |                                 |                                         |                  | John Boyega                      |                     |
| General Grievous  |                 |              | John DiMaggio Richard McGonagle | Matthew Wood                            |                  |                                  |                     |
| Maz Kanata        |                 |              |                                 |                                         |                  | Lupita Nyong'o                   |                     |
| Obi-Wan Kenobi    |                 |              | James Arnold Taylor             | James Arnold Taylor                     |                  |                                  |                     |
| Hondo Ohnaka      |                 |              |                                 | Jim Cummings                            | Jim Cummings     | Jim Cummings                     |                     |
| Ketsu Onyo        |                 |              |                                 |                                         | Gina Torres      | Gina Torres                      |                     |
| Leia Organa       |                 |              |                                 |                                         |                  | Shelby Young                     | Rachael MacFarlane  |
| Sheev Palpatine   |                 |              | Nick Jameson                    | Ian Abercrombie Tim Curry Ian McDiarmid | Sam Witwer       |                                  |                     |
| Phasma            |                 |              |                                 |                                         |                  |                                  | Gwendoline Christie |
| Qi'ra             |                 |              |                                 |                                         |                  | Olivia Hack                      |                     |
| Rey               |                 |              |                                 |                                         |                  | Daisy Ridley                     |                     |
| Anakin Skywalker  |                 |              | Mat Lucas                       | Matt Lanter                             |                  | Matt Lanter                      |                     |
| Luke Skywalker    |                 |              |                                 |                                         |                  | Mark Hamill                      |                     |
| Han Solo          |                 |              |                                 |                                         |                  | Kiff VandenHeuvel A. J. Locascio |                     |
| Hera Syndulla     |                 |              |                                 |                                         | Vanessa Marshall | Vanessa Marshall                 |                     |
| Ahsoka Tano       |                 |              |                                 |                                         |                  | Ashley Eckstein                  |                     |
| Asajj Ventress    |                 |              | Grey DeLisle                    | Nika Futterman                          |                  |                                  |                     |
| Wicket W. Warrick |                 | Jim Henshaw  |                                 |                                         |                  | Dee Bradley Baker                |                     |
| Mace Windu        |                 |              | Terrence C. Carson              | Terrence C. Carson                      |                  |                                  |                     |
| Sabine Wren       |                 |              |                                 |                                         | Tiya Sircar      | Tiya Sircar                      |                     |
| Yoda              |                 |              | Tom Kane                        | Tom Kane                                | Frank Oz         | Tom Kane                         |                     |

### Séries emlive-action
| Personagem              | Obra                   | Obra                                  | Obra               | Obra               | Obra                    | Obra                 |
| Personagem              | The Mandalorian (2019) | The Book of Boba Fett (2021)          | KENOBI (2022)      | Andor (2022)       | Ahsoka (2023)           | The Acolyte (2024)   |
| ----------------------- | ---------------------- | ------------------------------------- | ------------------ | ------------------ | ----------------------- | -------------------- |
| 8D8                     |                        | Matt Berry                            |                    |                    |                         |                      |
| Cassian Andor           |                        |                                       |                    | Diego Luna         |                         |                      |
| Maarva Andor            |                        |                                       |                    | Fiona Shaw         |                         |                      |
| Mae Aniseya             |                        |                                       |                    |                    |                         | Amandla Stenberg     |
| Grande Mãe Aniseya      |                        |                                       |                    |                    |                         | Jodie Turner-Smith   |
| Osha Aniseya            |                        |                                       |                    |                    |                         | Amandla Stenberg     |
| "Armorer"               | Emily Swallow          | Emily Swallow                         |                    |                    |                         |                      |
| Cad Bane                |                        | Corey Burton                          |                    |                    |                         |                      |
| Ezra Bridger            |                        |                                       |                    |                    | Eman Esfandi            |                      |
| Bix Caleen              |                        |                                       |                    | Adria Arjona       |                         |                      |
| O Cliente               | Werner Herzog          |                                       |                    |                    |                         |                      |
| Drash                   |                        | Sophie Thatcher                       |                    |                    |                         |                      |
| Cara Dune               | Gina Carano            |                                       |                    |                    |                         |                      |
| Morgan Elsbeth          |                        |                                       |                    |                    | Ivanna Sakhno           |                      |
| Eurus                   |                        |                                       |                    |                    |                         | Abigail Thorn        |
| Yord Fandar             |                        |                                       |                    |                    |                         | Charlie Barnett      |
| Boba Fett               | Temuera Morrison       | Temuera Morrison                      |                    |                    |                         |                      |
| Garsa Fwip              |                        | Jennifer Beals                        |                    |                    |                         |                      |
| Moff Gideon             | Giancarlo Esposito     |                                       |                    |                    |                         |                      |
| Grogu                   | David Acord            | David Acord                           |                    |                    |                         |                      |
| Saw Gerrera             |                        |                                       |                    | Forest Whitaker    |                         |                      |
| Haja                    |                        |                                       | Kumail Nanjiani    |                    |                         |                      |
| Shin Hati               |                        |                                       |                    |                    | Ivanna Sakhno           |                      |
| Huyang                  |                        |                                       |                    |                    | David Tennant           |                      |
| IG-11                   | Taika Waititi          |                                       |                    |                    |                         |                      |
| Indara                  |                        |                                       |                    |                    |                         | Carrie-Anne Moss     |
| Grande Inquisidor       |                        |                                       | Rupert Friend      |                    |                         |                      |
| Quinto Irmão            |                        |                                       | Sung Kang          |                    |                         |                      |
| Greef Karga             | Carl Weathers          |                                       |                    |                    |                         |                      |
| Syril Karn              |                        |                                       |                    | Kyle Soller        |                         |                      |
| Cinta Kaz               |                        |                                       |                    | Varada Sethu       |                         |                      |
| Kelnacca                |                        |                                       |                    |                    |                         | Joonas Suotamo       |
| Obi-Wan Kenobi          |                        |                                       | Ewan McGregor      |                    |                         |                      |
| Koril                   |                        |                                       |                    |                    |                         | Margarita Levieva    |
| Krrsantan               |                        | Carey Jones                           |                    |                    |                         |                      |
| Kuiil                   | Nick Nolte             |                                       |                    |                    |                         |                      |
| Owen Lars               |                        |                                       | Joel Edgerton      |                    |                         |                      |
| Beru Lars               |                        |                                       | Bonnie Piesse      |                    |                         |                      |
| Jecki Lon               |                        |                                       |                    |                    |                         | Dafne Keen           |
| Laze Loneozner          |                        | Skyler Bible                          |                    |                    |                         |                      |
| Tasi Lowa               |                        |                                       |                    |                    |                         | Thara Schöön         |
| Mandaloriano            | Pedro Pascal           | Pedro Pascal                          |                    |                    |                         |                      |
| Kleya Marki             |                        |                                       |                    | Elizabeth Dulau    |                         |                      |
| Camie Marstrap          |                        | Mandy Kowalski                        |                    |                    |                         |                      |
| Dedra Meero             |                        |                                       |                    | Denise Gough       |                         |                      |
| Mordomo                 |                        | David Pasquesi                        |                    |                    |                         |                      |
| Mon Mothma              |                        |                                       |                    | Genevieve O'Reilly | Genevieve O'Reilly      |                      |
| Peli Motto              | Amy Sedaris            |                                       |                    |                    |                         |                      |
| Oficial                 |                        |                                       | Indira Varma       |                    |                         |                      |
| Dr. Pershing            | Omid Abtahi            |                                       |                    |                    |                         |                      |
| Qimir                   |                        |                                       |                    |                    |                         | Manny Jacinto        |
| R2-D2                   | Não-creditado          | Não-creditado                         |                    |                    |                         |                      |
| Luthen Rael             |                        |                                       |                    | Stellan Skarsgård  |                         |                      |
| Tenente Reed            |                        | Max Lloyd-Jones                       |                    |                    |                         |                      |
| Vernestra Rwoh          |                        |                                       |                    |                    |                         | Rebecca Henderson    |
| Senhora Sapo            | Misty Rojas            |                                       |                    |                    |                         |                      |
| Vel Sartha              |                        |                                       |                    | Faye Marsay        |                         |                      |
| Reva Sevander           |                        |                                       | Moses Ingram       |                    |                         |                      |
| Fennec Shand            | Ming-Na Wen            | Ming-Na Wen                           |                    |                    |                         |                      |
| Skad                    |                        | Jordan Bolger                         |                    |                    |                         |                      |
| Baylan Skoll            |                        |                                       |                    |                    | Ray Stevenson           |                      |
| Anakin Skywalker        |                        |                                       | Hayden Christensen |                    | Hayden Christensen      |                      |
| Luke Skywalker          |                        |                                       | Mark Hamill        |                    |                         |                      |
| Sol                     |                        |                                       |                    |                    |                         | Lee Jung-jae         |
| Dokk Strassi            |                        | Stephen Oyoung Robert Rodriguez (voz) |                    |                    |                         |                      |
| Hera Syndulla           |                        |                                       |                    |                    | Mary Elizabeth Winstead |                      |
| Jacen Syndulla          |                        |                                       |                    |                    | Evan Whitten            |                      |
| Taanti                  | W. Earl Brown          | W. Earl Brown                         |                    |                    |                         |                      |
| Ahsoka Tano             | Rosario Dawson         | Rosario Dawson                        |                    |                    | Rosario Dawson          |                      |
| Carson Teva             | Paul Sun-Hyung Lee     | Paul Sun-Hyung Lee                    |                    |                    |                         |                      |
| Grande Almirante Thrawn |                        |                                       |                    |                    | Lars Mikkelsen          |                      |
| Torbin                  |                        |                                       |                    |                    |                         | Dean-Charles Chapman |
| Darth Vader             |                        |                                       | Hayden Christensen |                    |                         |                      |
| Cobb Vanth              |                        | Timothy Olyphant                      |                    |                    |                         |                      |
| Paz Vizsla              | Jon Favreau            | Jon Favreau                           |                    |                    |                         |                      |
| Sabine Wren             |                        |                                       |                    |                    | Natasha Liu Bordizzo    |                      |